# Bystre (wieś w województwie dolnośląskim)
Bystre (niem. Ludwigsdorf) – wieś w Polsce położona w województwie dolnośląskim, w powiecie oleśnickim, w gminie Oleśnica.

## Podział administracyjny
W latach 1975–1998 miejscowość administracyjnie należała do województwa wrocławskiego.
Miejscowość dzieli się na Bystre i Bystre Osada.

## Zabytki
Do wojewódzkiego rejestru zabytków wpisany jest:
- park dworski, z końca XIX w.